# Armando Grottini
Armando Grottini (* 22. Juni 1909 in Rom; † 9. Dezember 2001 in Rom) war ein italienischer Filmregisseur und Filmproduktionsleiter.

## Leben
Grottini war seit 1939 beim Film tätig. Er begann als Schnittassistent, wurde Regieassistent und konnte in dieser Funktion mit zahlreichen bedeutenden Regisseuren zusammenarbeiten. Zwischen 1950 und 1962 war er auch als Produktionsleiter an etlichen Werken beteiligt, bis er zum Fernsehen ging, wo er für die Organisation der dort gesendeten Spielfilme ein wichtiges Bindeglied zum Kino darstellte. Zwischen 1949 und 1953 inszenierte Grottini auch vier nach eigenem Drehbuch entstandene Filme, zwei davon unter Pseudonymen. Letztmals in Erscheinung trat Grottini 1979 als Regieassistent bei Manaos – Die Sklaventreiber vom Amazonas. Er verstarb im Alter von 92 Jahren am 9. Dezember 2001 in Rom, wo er auch begraben liegt.

## Filmografie
- 1949: La figlia del peccato (als Armando Ingegnero)
- 1951: Carcerato (als Armando Zorri)
- 1952: Rimorso
- 1953: … e Napoli canta